# Vats
Vats (eller Vatne) är en kyrkby i Vindafjords kommun i Rogaland fylke i sydvästra Norge. Byn ligger vid fylkesväg 46 mellan Vatsfjorden och Vatsvatnet. Här finns Vats kyrka.
Byn utgjorde tidigare centralort i dåvarande Vats kommun.

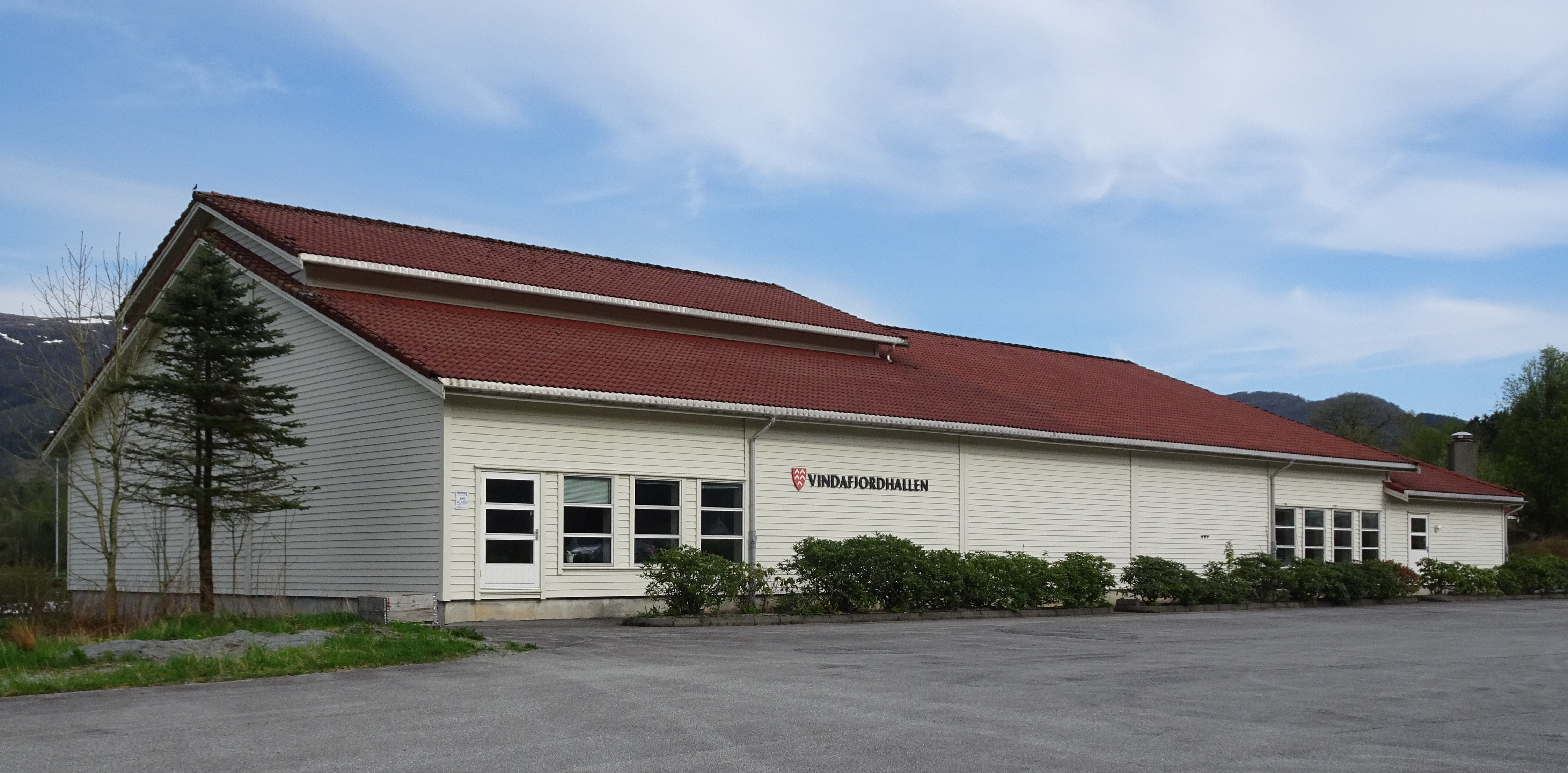
Vindafjordhallen i Vats.